# آمزلفلو
آمزلفلو (به لاتین: Amselflue) یک کوه در سوئیس است که در کانتون گراوبوندن واقع شده‌است. آمزلفلو ۲٬۷۸۱ متر بالاتر از سطح دریا واقع شده‌است.